# Aloïse Corbaz
Aloïse Corbaz (ur. 28 czerwca 1886, zm. 5 kwietnia 1964) – szwajcarska artystka zaliczana do nurtu art brut, która znalazła się w pierwszej kolekcji sztuki psychiatrycznej Jeana Dubuffeta.

## Życiorys
Aloïse Corbaz urodziła się w Lozannie w Szwajcarii. Chociaż marzyła o zostaniu piosenkarką, Pracowała jako krawcowa aż do wyjazdu do Niemiec w 1911 r. W końcu znalazła pracę jako nauczyciel i guwernantka w Poczdamie na dworze niemieckiego cesarza Wilhelma II. Tam rozwinęła obsesyjną romantyczną pasję do cesarza. Początek I wojny światowej wymusił powrót Aloïse do Szwajcarii. Jej wyimaginowany romans z Wilhelmem II trwał nadal, co doprowadziło do zdiagnozowania u artystki schizofrenii i umieszczenia jej w azylu w Lausanne University Hospital w 1918 roku.

## Dorobek artystyczny
Zaczęła rysować i pisać poezję w tajemnicy około 1920 roku, ale większość jej wczesnych prac została zniszczona; jej twórczość została ostatecznie odkryta przez Dubuffeta w 1947 r. Sztuka Aloïse jest przesiąknięta erotyzmem: niebieskookie półnagie kobiety z obnażonym biustem pojawiają się w jej pracach w towarzystwie mężczyzn w wojskowych uniformach. Jest to wyraźne nawiązanie do przeszłości – mundur wojskowy był ulubionym strojem cesarza Wilhelma II. W jej pracach dominuje róż i czerwień, kolor miłości. Malowała na papierze i tekturze z odzysku, najczęściej kredkami, ale używała też własnej farby, którą przyrządzała z płatków kwiatów, najczęściej róż. Czasami łączyła pojedyncze prace, tworząc w ten sposób obszerne miłosne narracje kolażowe.